# Allothele australis
Allothele australis is een spinnensoort in de taxonomische indeling van de Dipluridae.
Het dier behoort tot het geslacht Allothele. De wetenschappelijke naam van de soort werd voor het eerst geldig gepubliceerd in 1903 door Purcell.